# Macaranga sarcocarpa
Macaranga sarcocarpa är en törelväxtart som beskrevs av Airy Shaw. Macaranga sarcocarpa ingår i släktet Macaranga och familjen törelväxter. Inga underarter finns listade i Catalogue of Life.